# Fačelija
Fačelija (nakitnica; lat. Phacelia), biljni rod od kojih 200  vrsta bijelih do plavih ili ljubičastih cvjetova jednogodišnjeg bilja, porijeklom iz Sjeverne Amerike i Andske Južne Amerike; uključuje i nekoliko vrsta vrtnog cvijeća. Rod pripada porodici Boraginaceae i potporodici Hydrophylloideae. 
Pozntije su vrste P. campanularia, podrijetlom sa suhih obronaka južne Kalifornije, ima plave cvjetove i tamnozelene, nazubljene, ovalne listove a naraste oko 23 cm (9 inča). Iz sličnih područja blisko srodno “kalifornijsko zvonce” ili divlje canterburyjsko zvonce (P. whitlavia) ima cvjetove u obliku urne.
Jedina vrsta u Hrvatskoj je buhačolistna nakitnica, Phacelia tanacetifolia.

## Vrste
1. Phacelia adenophora J. T. Howell
2. Phacelia affinis A. Gray
3. Phacelia alba Rydb.
4. Phacelia altotonga B. L. Turner
5. Phacelia amabilis Constance
6. Phacelia anelsonii J. F. Macbr.
7. Phacelia argentea A. Nelson & J. F. Macbr.
8. Phacelia argillacea N. D. Atwood
9. Phacelia argylensis N. D. Atwood & S. L. Welsh
10. Phacelia arizonica A. Gray
11. Phacelia artemisioides Griseb.
12. Phacelia austromontana J. T. Howell
13. Phacelia austrotexana (J. A. Moyer) B. L. Turner
14. Phacelia bakeri (Brand) J. F. Macbr.
15. Phacelia barnebyana J. T. Howell
16. Phacelia beatleyae Reveal & Constance
17. Phacelia bicolor Torr. ex S. Watson
18. Phacelia bipinnatifida Michx.
19. Phacelia bolanderi A. Gray
20. Phacelia bombycina Wooton & Standl.
21. Phacelia brachyantha Benth.
22. Phacelia brachyloba (Benth.) A. Gray
23. Phacelia breweri A. Gray
24. Phacelia buell-vivariensis N. D. Atwood
25. Phacelia californica Cham.
26. Phacelia calthifolia Brand
27. Phacelia campanularia A. Gray
28. Phacelia capitata Kruckeb.
29. Phacelia carmenensis B. L. Turner
30. Phacelia cedrosensis Rose
31. Phacelia cephalotes A. Gray
32. Phacelia cicutaria Greene
33. Phacelia ciliata Benth.
34. Phacelia cliffordii N. D. Atwood & S. L. Welsh
35. Phacelia cloudcroftensis N. D. Atwood
36. Phacelia coerulea Greene
37. Phacelia congdonii Greene
38. Phacelia congesta (Douglas ex Lehm.) Hook.
39. Phacelia constancei N. D. Atwood
40. Phacelia cookei Constance & Heckard
41. Phacelia corrugata A. Nelson
42. Phacelia corymbosa Jeps.
43. Phacelia cottamii N. D. Atwood
44. Phacelia coulteri Greenm.
45. Phacelia covillei S. Watson
46. Phacelia crenulata Torr. ex S. Watson
47. Phacelia cronquistiana S. L. Welsh
48. Phacelia cryptantha Greene
49. Phacelia cumingii (Benth.) A. Gray
50. Phacelia curvipes Torr. ex S. Watson
51. Phacelia davidsonii A. Gray
52. Phacelia demissa A. Gray
53. Phacelia denticulata Osterh.
54. Phacelia deserta A. Nelson
55. Phacelia distans Benth.
56. Phacelia divaricata A. Gray
57. Phacelia douglasii (Benth.) Torr.
58. Phacelia dubia (L.) Trel.
59. Phacelia egena (Greene) J. T. Howell
60. Phacelia eisenii Brandegee
61. Phacelia exilis (A. Gray) G. J. Lee
62. Phacelia filiae N. D. Atwood, F. J. Sm. & T. A. Knight
63. Phacelia filiformis Brand
64. Phacelia fimbriata Michx.
65. Phacelia floribunda Greene
66. Phacelia formosula Osterh.
67. Phacelia franklinii (R. Br.) A. Gray
68. Phacelia fremontii Torr.
69. Phacelia furnissii N. D. Atwood
70. Phacelia gentryi Constance
71. Phacelia geraniifolia Brand
72. Phacelia gilioides Brand
73. Phacelia gina-glenneae N. D. Atwood & S. L. Welsh
74. Phacelia glaberrima (Torr. ex S. Watson) J. T. Howell
75. Phacelia glabra Nutt.
76. Phacelia glandulifera Piper
77. Phacelia glandulosa Nutt.
78. Phacelia glechomifolia A. Gray
79. Phacelia grandiflora (Benth.) A. Gray
80. Phacelia greenei J. T. Howell
81. Phacelia grisea A. Gray
82. Phacelia gymnoclada Torr. ex S. Watson
83. Phacelia gypsogenia I. M. Johnst.
84. Phacelia hastata Douglas ex Lehm.
85. Phacelia heterophylla Pursh
86. Phacelia higginsii N. D. Atwood
87. Phacelia hintoniorum B. L. Turner
88. Phacelia hirsuta Nutt.
89. Phacelia hirtuosa A. Gray
90. Phacelia howelliana N. D. Atwood
91. Phacelia hubbyi (J. F. Macbr.) Garrison
92. Phacelia hughesii N. D. Atwood
93. Phacelia humilis Torr. & A. Gray
94. Phacelia hydrophylloides Torr. ex A. Gray
95. Phacelia idahoensis L. F. Hend.
96. Phacelia imbricata Greene
97. Phacelia incana Brand
98. Phacelia inconspicua Greene
99. Phacelia indecora J. T. Howell
100. Phacelia infundibuliformis Torr.
101. Phacelia insularis Munz
102. Phacelia integrifolia Torr.
103. Phacelia inundata J. T. Howell
104. Phacelia inyoensis (J. F. Macbr.) J. T. Howell
105. Phacelia ivesiana Torr.
106. Phacelia ixodes Kellogg
107. Phacelia laxa Small
108. Phacelia laxiflora J. T. Howell
109. Phacelia leibergii Brand
110. Phacelia lemmonii A. Gray
111. Phacelia lenta Piper
112. Phacelia leonis J. T. Howell
113. Phacelia leptosepala Rydb.
114. Phacelia linearis (Pursh) Holz.
115. Phacelia longipes Torr. ex A. Gray
116. Phacelia lutea (Hook. & Arn.) J. T. Howell
117. Phacelia lyallii (A. Gray) Rydb.
118. Phacelia lyonii A. Gray
119. Phacelia maculata Wood
120. Phacelia malvifolia Cham. & Schltdl.
121. Phacelia mammillarensis N. D. Atwood
122. Phacelia marcescens Eastw. ex J. F. Macbr.
123. Phacelia marshall-johnstonii N. D. Atwood & Pinkava
124. Phacelia minor (Harv.) Thell.
125. Phacelia minutiflora J. W. Voss
126. Phacelia minutissima L. F. Hend.
127. Phacelia mohavensis A. Gray
128. Phacelia mollis J. F. Macbr.
129. Phacelia monoensis Halse
130. Phacelia mustelina Coville
131. Phacelia mutabilis Greene
132. Phacelia namatostyla B. L. Rob.
133. Phacelia nana Wedd.
134. Phacelia nashiana Jeps.
135. Phacelia neffii B. L. Turner
136. Phacelia neglecta M. E. Jones
137. Phacelia nemoralis Greene
138. Phacelia neomexicana Thurb. ex Torr.
139. Phacelia novenmillensis Munz
140. Phacelia orogenes Brand
141. Phacelia pachyphylla A. Gray
142. Phacelia pallida I. M. Johnst.
143. Phacelia palmeri Torr. ex S. Watson
144. Phacelia parishii A. Gray
145. Phacelia parryi Torr.
146. Phacelia patuliflora (Engelm. & A. Gray) A. Gray
147. Phacelia pauciflora S. Watson
148. Phacelia peckii J. T. Howell
149. Phacelia pedicellata A. Gray
150. Phacelia peirsoniana J. T. Howell
151. Phacelia perityloides Coville
152. Phacelia petrosa N. D. Atwood, F. J. Sm. & T. A. Knight
153. Phacelia phacelioides (Benth.) Brand
154. Phacelia phyllomanica A. Gray
155. Phacelia pinkavae N. D. Atwood
156. Phacelia pinnatifida Griseb. ex Wedd.
157. Phacelia platycarpa (Cav.) Spreng.
158. Phacelia platyloba A. Gray
159. Phacelia popei Torr. & A. Gray
160. Phacelia potosina B. L. Turner
161. Phacelia pringlei A. Gray
162. Phacelia procera A. Gray
163. Phacelia pulchella A. Gray
164. Phacelia pulcherrima Constance
165. Phacelia purpusii Brandegee
166. Phacelia purshii Buckley
167. Phacelia quickii J. T. Howell
168. Phacelia racemosa (Kellogg) A. Heller
169. Phacelia rafaelensis N. D. Atwood
170. Phacelia ramosissima Douglas ex Lehm.
171. Phacelia ranunculacea (Nutt.) Constance
172. Phacelia rattanii A. Gray
173. Phacelia robusta (J. F. Macbr.) I. M. Johnst.
174. Phacelia rotundifolia Torr. ex S. Watson
175. Phacelia rupestris Greene
176. Phacelia sabulonum (J. T. Howell) N. D. Atwood
177. Phacelia salina (A. Nelson) J. T. Howell
178. Phacelia sanzinii Hicken
179. Phacelia saxicola A. Gray
180. Phacelia scariosa Brandegee
181. Phacelia scopulina (A. Nelson) J. T. Howell
182. Phacelia secunda J. F. Gmel.
183. Phacelia sericea (Graham) A. Gray
184. Phacelia serrata J. W. Voss
185. Phacelia setigera Phil.
186. Phacelia sinuata Phil.
187. Phacelia sivinskii N. D. Atwood, P. J. Knight & Lowrey
188. Phacelia sonoitensis S. P. Mc Laughlin
189. Phacelia splendens Eastw.
190. Phacelia stebbinsii Constance & Heckard
191. Phacelia stellaris Brand
192. Phacelia strictiflora (Engelm. & A. Gray) A. Gray
193. Phacelia suaveolens Greene
194. Phacelia suffrutescens Parry
195. Phacelia tanacetifolia Benth.
196. Phacelia tetramera J. T. Howell
197. Phacelia thermalis Greene
198. Phacelia umbrosa Greene
199. Phacelia utahensis J. W. Voss
200. Phacelia vallicola Congdon ex Brand
201. Phacelia vallis-mortae J. W. Voss
202. Phacelia verna J. T. Howell
203. Phacelia viscida (Benth. ex Lindl.) Torr.
204. Phacelia vossii N. D. Atwood
205. Phacelia welshii N. D. Atwood
206. Phacelia zaragozana B. L. Turner